# Kawai (Giappone)
Kawai (河合町?) è una cittadina giapponese della prefettura di Nara.